# Hampton, Minnesota
Hampton är en ort i Dakota County i Minnesota. Vid 2020 års folkräkning hade Hampton 744 invånare.